# 8156 Tsukada
A 8156 Tsukada (ideiglenes jelöléssel 1988 TR) a Naprendszer kisbolygóövében található aszteroida.Endate Kin és Vatanabe Kazuró fedezte fel 1988. október 13-án.